# Jenny Armstrong
Jennifer Margaret Armstrong, detta Jenny (Dunedin, 3 marzo 1970), è una velista australiana.
Ha vinto la medaglia d'oro olimpica nella vela alle Olimpiadi 2000 svoltesi a Sydney nella specialità 470 donne.